# Blastobasis pallidella
Blastobasis pallidella é uma espécie de mariposa do gênero Blastobasis pertencente à família Coleophoridae.